# جریان استرالیای شرقی

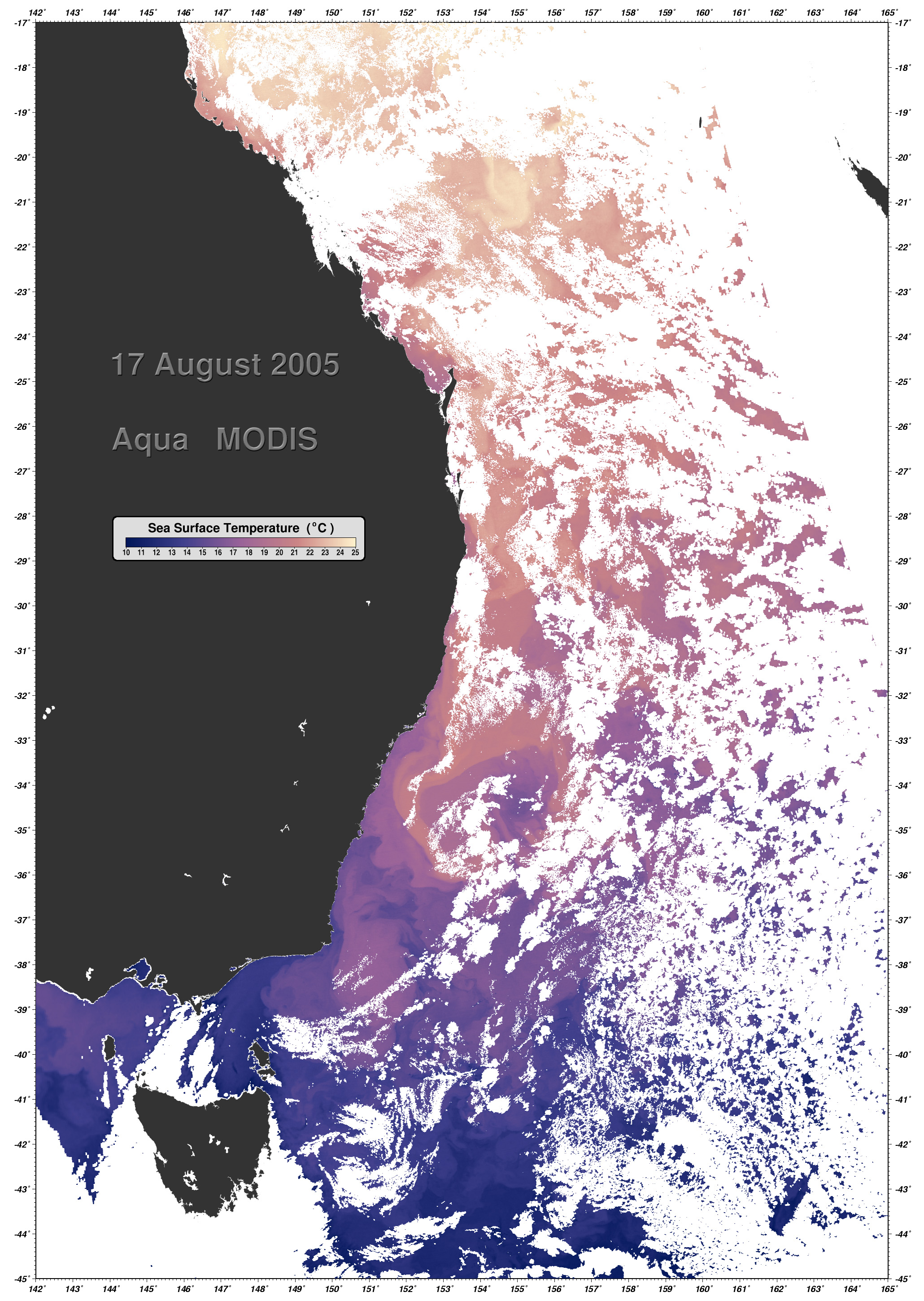
پروفایل گرمایی جریان استرالیای شرقی

جریان استرالیای شرقی (انگلیسی: East Australian Current) یک جریان اقیانوسی با جهت جنوب غربی است که از جریان استوایی جنوبی پدید آمده است و با گذر از دریای مرجان به ساحل شرقی استرالیا می‌رسد. جریان استوایی جنوبی در حدود مدار ۱۵ درجه جنوبی و در نزدیکی ساحل استرالیا به دو شاخه تقسیم می‌شود که شاخه رو به جنوب آن، جریان استرالیای شرقی را پدید می‌آورد. جریان استرالیای شرقی بزرگ‌ترین جریان اقیانوسی در نزدیکی سواحل استرالیاست. بیشینه سرعت این جریان در مدار ۳۰ درجه جنوبی به ۹۰ سانتی‌متر در ثانیه می‌رسد.